# Michael I. (Russland)

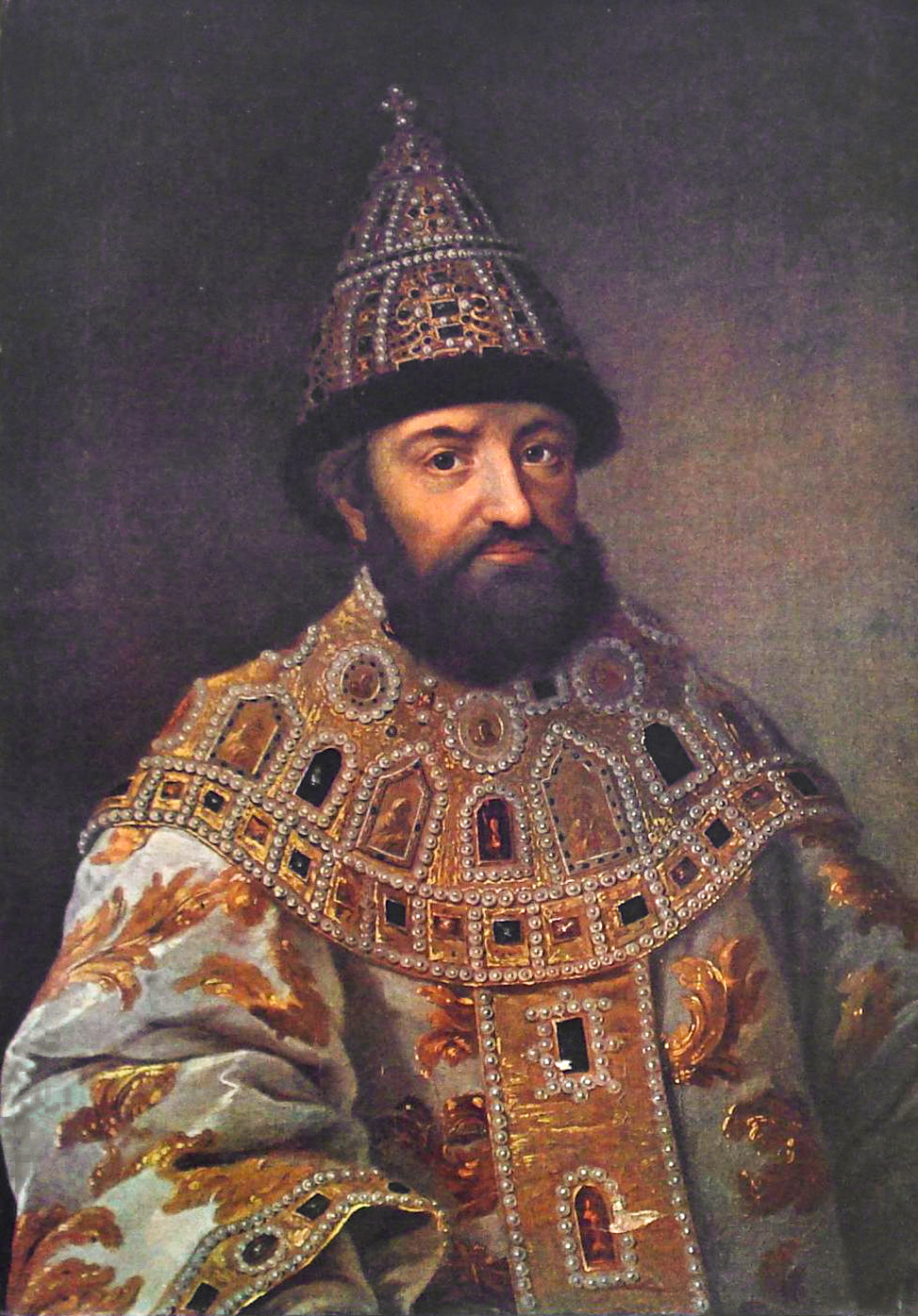
Zar Michael I. von Russland

Michail Fjodorowitsch Romanow (russisch Михаил Фёдорович Романов, wiss. Translit. Michail Fëdorovič Romanov; * 12. Julijul. / 22. Juli 1596greg. in Moskau; † 13. Julijul. / 23. Juli 1645greg. in Moskau) war der erste Zar und Großfürst von Russland aus der Dynastie der Romanows. Er regierte von 1613 bis 1645.

## Abstammung
Michail wurde als Sohn des Bojaren Fjodor Nikititsch Romanow-Jurjew, eines Cousins des Zaren Fjodor Iwanowitsch, und dessen Gemahlin Xenija Iwanowna Schestowa am 12. Juli 1596 geboren. Die Familie der Romanows wurde vom damaligen Herrscher Russlands Boris Godunow nach einer Denunziation verfolgt. Fjodor Nikititsch wurde unter dem Namen „Mönch Philaret“ in das Anton-Sijskij-Kloster und Xenia Iwanowna als Marfa in ein Kloster nahe dem Onegasee verbannt. Michail wurde mit zwei seiner Tanten 1603 in die eigentliche Heimat der Romanows, die Stadt Klin, verbannt. Pseudodimitri I. rehabilitierte die Familie. Von 1605 an wohnten der junge Michail und seine Eltern in Rostow.

## Wirken

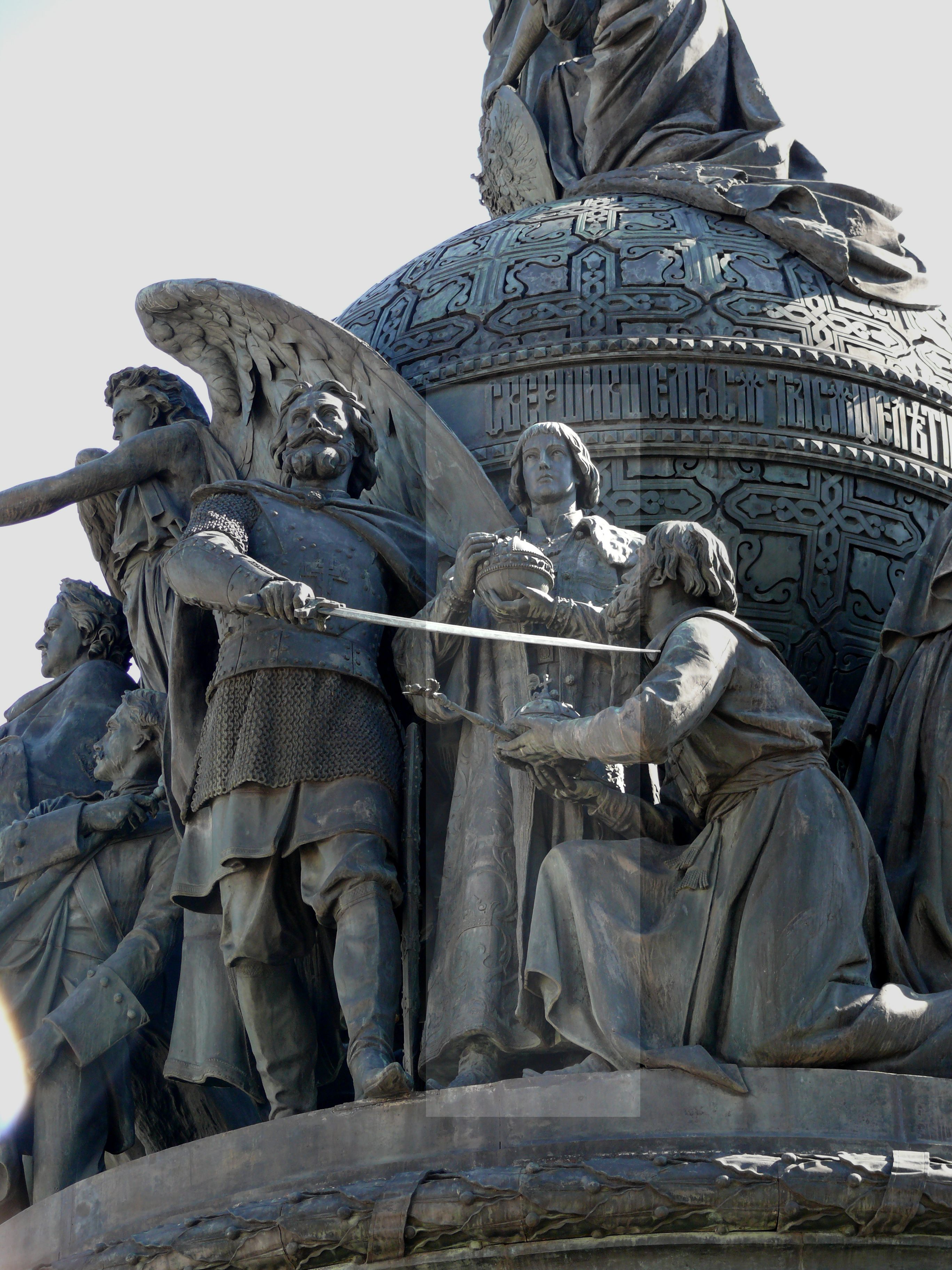
Der junge Michael Romanow zwischen Minin und Poscharski auf dem Nationaldenkmal Tausend Jahre Russland in Nowgorod

1612 brach unter der Führung des Nischni Nowgoroder Kaufmanns Kusma Minin und des Fürsten Dmitri Poscharski mit Unterstützung durch den Metropoliten Filaret in Moskau ein Volksaufstand aus, der die polnische Besatzungszeit beendete. Nach der Smuta wurde Michael Fjodorowitsch vom Semski Sobor am 3. März 1613 (nach julianischem Kalender 21. Februar) zum Zaren gewählt und am 21. Juli 1613 (bzw. 11. Juli) zum Zaren gekrönt.  Er begründete die Dynastie der Romanows.
Seine Politik war in den Anfangsjahren vor allem gegen Polen gerichtet. Polnische Truppen belagerten Moskau zum Zeitpunkt seiner Wahl. König Sigismund III. von Polen weigerte sich, Michails Herrschaft anzuerkennen, da er seinen Sohn Władysław IV. Wasa, welcher vor Michael zum Zaren gewählt worden war, auf den Thron bringen wollte. In dieser Forderung sahen die Russen den 1610 in Tuschino geschlossenen Vertrag gebrochen und forderten die Rückgabe von Smolensk.
Dieser Konflikt konnte erst teilweise mit dem Friedensvertrag von Deulino (bei Moskau) vom 11. Dezember 1618, welcher einen Frieden von 14 ½ Jahren garantierte bzw. 1634 mit dem Abschluss des ewigen Friedens mit Polen, welcher den Smolensker Krieg beendet hatte, beseitigt werden. Am Abend vor der Unterzeichnung des letzteren Vertrages wurde von russischen Gesandten ein Geheimartikel unterschrieben, der Moskau angeblich zur Zahlung von 20.000 Rubel an Polen für die Abtretung der Stadt Serpeisk verpflichtete. In Wirklichkeit ging es hierbei aber um den Verzicht auf den Zarentitel durch Wladyslaw.
Mit einem Auftrag Michaels schickte der Tobolsker Woiwode Fürst Iwan Kurakin im Mai 1618 den sibirischen Kosaken Iwan Petlin als russischen Gesandten mit einer Expedition nach China, um Reisewege nach China zu finden, Informationen über China und die angrenzenden Länder zu sammeln und die Möglichkeit für weitergehende Beziehungen mit China zu erkunden.

## Familie
1624 heiratete er in erster Ehe Maria Dolgorukaja, die aber früh starb. Sie wurde höchstwahrscheinlich vergiftet. In zweiter Ehe nahm er 1626 Jewdokia Streschnewa zur Frau, die ihm zahlreiche Kinder schenkte:
- Irina (* 22. April 1627; † 8. Februar 1679), Großfürstin von Russland,
- Pelageja (* 20. April 1628; † 25. Januar 1629), Großfürstin von Russland,
- Alexei I. (* 29. März 1629; † 8. Februar 1676), Zar von Russland,
- Anna (* 14. Juli 1630; † 27. Oktober 1692), Großfürstin von Russland,
- Marfa (* 14. August 1631; † 21. September 1633), Großfürstin von Russland,
- Iwan (* 1. Juni 1633; † 10. Januar 1639), Großfürst von Russland,
- Sofia (* 14. September 1634; † 23. April 1636), Großfürstin von Russland,
- Tatjana (* 5. Januar 1636; † 23. August 1706), Großfürstin von Russland,
- Jewdokija (*/† 10. Februar 1637), Großfürstin von Russland, und
- Wassili (*/† 25. März 1639), Großfürst von Russland.